# Nina Munteanu
Nina Munteanu (née en 1954 à Granby, Québec) est une écologiste et romancière canadienne de science-fiction et de fantasy.

## Biographie

### Origines et famille
Nina Munteanu naît en 1954[réf. nécessaire] à Granby, au Québec.
Son père est un botaniste ; sa mère, une artiste paysagiste.

### Carrière scientifique
Munteanu enseigne l'éducation environnementale à l’Institut d’été de l’Université Simon Fraser pendant plusieurs années. Elle est alors une scientifique travaillant pour plusieurs sociétés de conseil à Vancouver, en Colombie-Britannique.

### Carrière littéraire et journalistique
Elle a publié plus de huit romans, des nouvelles, des articles et des livres documentaires, qui ont été traduits dans plusieurs langues à travers le monde,. Elle écrit des articles sur l'environnement et la durabilité. Plusieurs de ses romans et nouvelles examinent le rôle et l’évolution de l’humanité dans le contexte de la nature et de la technologie.
Munteanu vit à Toronto, en Ontario, et à Vancouver[réf. nécessaire], en Colombie-Britannique, où elle enseigne l'écriture[réf. nécessaire] et est consultante en tant que rédactrice et réviseuse technique[réf. nécessaire].
Après avoir travaillé comme assistante éditrice pour le magazine Imagikon, elle est éditrice pour le magazine européen de science-fiction Europa SF depuis les années 2010.

## Prix et distinctions
Ses travaux sont récompensés plusieurs fois : notamment par le Midwest Book Review Reader's Choice Award, une nomination comme finaliste du Foreword Magazine's Book of the Year Award, le SLF Fountain Award et le Delta Optimist Reviewers Choice.